# Попув (Поддембицький повіт)
Попув (пол. Popów) — село в Польщі, у гміні Пенчнев Поддембицького повіту Лодзинського воєводства.
Населення — 156 осіб (2011).
У 1975-1998 роках село належало до Серадзького воєводства.

## Демографія
Демографічна структура станом на 31 березня 2011 року:
|          | Загалом | Допрацездатний вік | Працездатний вік | Постпрацездатний вік |
| -------- | ------- | ------------------ | ---------------- | -------------------- |
| Чоловіки | 77      | 17                 | 50               | 10                   |
| Жінки    | 79      | 16                 | 48               | 15                   |
| Разом    | 156     | 33                 | 98               | 25                   |